# 吉姆·罗斯·斯图尔特
吉姆·罗斯·斯图尔特（義大利語：Kim Rossi Stuart，1969年10月31日—），是一名意大利演员和导演。

## 早年生活和事业
吉姆·罗斯·斯图尔特出生于意大利罗马。他的父亲贾科莫(Giacomo)也是一位有意大利和苏格兰血统的演员(他的母亲是苏格兰人)。母亲卡拉·穆勒是有德国和荷兰血统的顶级模特。
他5岁时开始表演，他学习戏剧。1986年开始有规律的表演，尤其是像《范塔戈罗》系列电影和电影《玫瑰之名》。他在《空手道少年》和电影《警察》中广受欢迎。在这部商业电影之后，他开始只在高质量的电影中表演，比如像《狂恋吉娜》，他的在片中饰演一个个有心理问题的人并受到了电影评论家的赞赏。1997年，他在导演安东尼奥尼执导的法国电视连续剧《红与黑》中饰演了朱利安·索雷尔，这是根据司汤达的同名小说改编的。
吉姆·罗斯·斯图尔特回到舞台，主演了《李尔王》和意大利著名演员图里·法罗共同演出。2002年，他参演了电影《木偶奇遇记》。2004年，他在《敲开我心门》中饰演一名年轻的父亲，当他第一次见到他的儿子时，他试图与他的孩子建立起父子关系。
后来，他在电视电影《自由隧道》(2004)中扮演了米莫，并在米歇尔·普拉西多的《犯罪小说》中扮演了一个领导角色(弗雷德)（这是基于同名小说的改编）。
罗斯·斯图尔特在2006年上映的电影《屋顶上的童年时光》任导演和编剧，并担当主演。随后是《钢琴，独奏》(2007)，这部电影改编自意大利的爵士乐明星卢卡·弗洛雷斯的生平经历，罗斯·斯图尔特扮演弗洛雷斯。另一部电影《罪恶天使》于2009年制作。吉姆的这部电影是根据70年代意大利著名的黑帮人物雷纳托·瓦兰扎斯卡的生平改编的。该影片于2011年1月在意大利上映，同年2月在德国上映。

## 电影
| 年份   | 片名             | 角色              | 備註 |
| ------ | ---------------- | ----------------- | ---- |
| 1987年 | 空手道少年       | Anthony Scott     |      |
| 1988年 | 多米诺           | Eugene            |      |
| 1989年 | 不配的叔叔       | Andrea            |      |
| 1992年 | 另一种生活       | Luciano           |      |
| 1994年 | 狂恋吉娜         | Saverio           |      |
| 1995年 | 警察             | Andrea            |      |
| 1995年 | 云上的日子       | Silvano           |      |
| 1995年 | 无情             | Claudio Scalise   |      |
| 1998年 | 拉瓦维特里的舞者 | Rafal             |      |
| 1998年 | 伊甸园           | 耶稣              |      |
| 2002年 | 木偶奇遇记       | Lumignon          |      |
| 2004年 | 敲开我心门       | Gianni            |      |
| 2005年 | 犯罪小说         | Il Freddo         |      |
| 2005年 | 屋顶上的童年时光 | Renato Benetti    |      |
| 2007年 | 钢琴，独奏       | Luca Flores       |      |
| 2009年 | 运气             | Angelo            |      |
| 2010年 | 罪恶天使         | 雷纳托·瓦兰扎斯卡 |      |
| 2013年 | 快乐时光         | Guido             |      |
| 2014年 | 我的前任         | Nino              |      |
| 2015年 | 了不起的薄伽丘   | Calandrino        |      |
| 2016年 | 托马索           | Tommaso           |      |

## 个人生活
罗斯·斯图尔特来自一个演员世家， 他的父亲詹姆斯和他的妹妹瓦伦蒂娜都是演员，后者还以特技表演为荣。 他是以拉迪亚德·吉卜林的小说《基姆》（Kim）命名的。 他14岁时离开父母的家，离开学校继续演艺生涯。罗斯·斯图尔特曾与女演员维罗尼卡·洛根订婚。 他会说英语，法语和意大利语，是一个有成就的游泳者，也会吹小号。 2005年，罗斯·斯图尔特遭遇了车祸，造成多处骨折和重伤。
在2010年9月的意大利版“名利场”中，罗斯·斯图尔特讲述了他的最新电影，当谈到他的个人生活时，他表明自己是单身，并表示希望成为一名父亲。
他有个儿子埃特雷，2011年11月26日由他的女朋友所生。

## 外部连结
- 吉姆·罗斯·斯图尔特在互联网电影资料库（IMDb）上的資料（英文）
- 吉姆·罗斯·斯图尔特 （页面存档备份，存于）